# Вестерн (фильм, 2017)
«Вестерн» (англ. Western) — фильм производства Германии, Болгарии и Австрии, снятый режиссёром Валеской Гризебах. Премьера состоялась 18 мая 2017 на Каннском кинофестивале в программе Особый взгляд.

## Сюжет
Группа немецких рабочих начинает тяжелую строительную работу в болгарской деревне. Чужая земля пробуждает в мужчинах не только дух приключений, но и предрассудки, связанные с языковым барьером и различиями культур. В короткие сроки между мужчинами начинается борьба за признание и расположение местных жителей.

## Критика

### Международная критика
Англоязычная пресса приняла фильм положительно, на агрегаторе профессиональных кинорецензий Rotten Tomatoes процент положительных текстов составляет 94 %. Гай Лодж из Variety отмечает, что даже если бы фильм не продюсировала Марен Аде, то всё равно он остался бы отличным компаньоном для «Тони Эрдманна»: в центре обеих картин наличие немцов в Восточной Европе, и сделаны они с пристальным вниманием к политической розни. Лодж считает, что в сельских ландшафтах Болгарии можно идентифицировать фронтир Дикого Запада, и, даже несмотря на отсутствие револьверов, дух Джона Форда благословил фильм. Джованни Марчини Камиа из Sight & Sound тоже отмечает родство фильма с жанром вестерна - героями фильма Гризебах тоже движет желание денег и личной славы, но всё это сочетается с современным европейским социально-политическим контекстом.

### Российская критика
Премьера «Вестерна» в России состоялась в рамках XXVII Международного кинофестиваля «Послание к человеку».
Кинокритик Евгений Гусятинский заявил, что «кино сделано тонко и держится на полутонах, на прозрачном и одновременно многозначном существовании исключительно непрофессионалов, впервые оказавшихся перед камерой».
Несмотря на отсутствие профессиональных рецензий было сделано несколько анонсов в крупных изданиях, так как «Коммерсантъ» и GQ, где фильм был рекомендован для просмотра на фестивале «Послание к человеку».
Интернет-журнал об авторском кино «Cineticle» включил фильм Гризебах в число 12 лучших фильмов 2017 года.

## Фестивальные награды
| Фестиваль                                                 | Категория                                      |
| --------------------------------------------------------- | ---------------------------------------------- |
| Art Film Festival                                         | Лучший режиссёр                                |
| Golden Apricot Yerevan International Film Festival        | Специальное упоминание                         |
| Jameson CineFest - Miskolc International Film Festival    | Лучший фильм                                   |
| Jerusalem Film Festival                                   | The Wilf Family Foundation Award               |
| Mar del Plata Film Festival                               | Лучший режиссёр                                |
| Motovun Film Festival                                     | Лучший фильм Приз ФИПРЕССИ                     |
| Seville European Film Festival                            | Приз жюри                                      |
| T-Mobile New Horizons International Film Festival, Poland | Приз ФИПРЕССИ Гран-при Международного конкурса |